# Carroll Glenn
Carroll Glenn   (28 d'octubre de 1918 - 25 d'abril de 1983) va ser una violinista i educadora musical estatunidenca.

## Biografia
Elizabeth Carroll Glenn va néixer a Richmond, Virgínia el 1918. Va començar a estudiar violí sota la direcció de la seva mare quan tenia quatre anys i va continuar els seus estudis a Columbia, Carolina del Sud, amb Felice de Horvath, que aleshores feia classes a la Universitat de Carolina del Sud. Als 11 anys, Glenn es va traslladar a Nova York per estudiar amb Edouard Déthier a la Juilliard School a través d'un programa cooperatiu amb la New Lincoln School, un programa experimental K-12 gestionat pel Teachers College de la Universitat de Colúmbia. Es va graduar a Juilliard als 15 anys amb el premi de la beca del professorat i, posteriorment, va continuar els estudis de postgrau a Juilliard.

## Carrera
Carroll Glenn va guanyar el Concurs de violí de Naumburg l'abril de 1938 i, com a part del seu premi, la Fundació Walter W. Naumburg va patrocinar el seu recital de debut post- Juilliard a Nova York a l’Ajuntament el 7 de novembre de 1938. La seva actuació a l'Ajuntament va suposar guanyar el premi Town Hall Young Artist Award l'11 d'abril de 1939, que el Town Hall Endowment concedeix anualment a un artista menor de trenta anys per l'actuació més destacada l'any anterior. A continuació, dos premis més: el Premi de la Federació Nacional de Clubs de Música i el Premi Schubert Memorial.
Va debutar amb la Filharmònica de Nova York amb Artur Rodziński el 14 de desembre de 1941, interpretant el Concert per a violí de Sibelius, amb èxit de crítica. Durant la seva temporada 1942–1943, Glenn va participar en 21 concerts d'orquestra a tot Amèrica del Nord.
Es va casar amb el pianista Eugene List el 1943 i van fer concerts junts el 1946, quan el Departament d'Estat dels Estats Units va patrocinar la seva primera gira europea. Glenn and List van atreure un gran públic durant els concerts d'estiu de 1946 de l'Orquestra de Filadèlfia al Robin Hood Dell i durant els concerts de 1948 i 1949 de la Filharmònica de Nova York al Lewisohn Stadium.
Glenn i List estaven molt interessats en la música contemporània, poc interpretada i poc habitual, com ara els concerts dobles de Giovanni Battista Viotti i Anis Fuleihan, i la Duo Sonata de Franz Liszt, que van redescobrir. Glenn va estrenar el Concert per a violí d’Andrew Imbrie (que després va gravar) i va reviure la Sonata per a dos violins d’Eugène Ysaÿe.
El 1961, Glenn havia fet més de 90 aparicions com a solista amb les principals orquestres simfòniques, un rècord de tots els temps per a una solista de la seva edat.
El 1963, Glenn es va convertir en Artista resident a la Universitat de North Texas College of Music, i també va ensenyar a la Temple University, al Interlochen Center for the Arts i a l’Eastman School of Music (1964–1975). Des de 1975 fins a la seva mort, va dividir la seva docència entre la Manhattan School of Music i el Queens College. El 1974 ella i List van fundar el Southern Vermont Music Festival a Manchester. La seva darrera gira de concerts, l'any 1981, va ser a la República Popular de la Xina, on, a més d'actuacions, va impartir classes magistrals als conservatoris de Pequín i Xangai.
Va morir el 1983 a Nova York, a 64 anys.
Glenn era admirada com la dona violinista més important de la seva generació. La seva interpretació tenia "una qualitat lírica engrescadora i un encant comunicatiu, tot i que hi havia un nucli de força i determinació que desmentia la seva aparença juvenil. El seu to era dolç i pur...; la seva tècnica estava segura en un ampli repertori".
El violí de la Glenn era el Dragonetti-Walton Guarneri "del Gesù", 1742. Es considerava el "germà bessó" del famós Guarneri de Heifetz.

## Família
Eugene List i Carroll Glenn van tenir dues filles, Ola Allison List (nascuda el 1950) i Norma Rachel List (nascuda el 1956). Allison estava casada amb Joseph Gerard Werner, un pianista de la Rochester Philharmonic que havia estudiat a Eastman amb Eugene List. Rachel, coreògrafa de dansa i professora universitària, està casada amb Michael Sansonia, també músic.

## Discografia seleccionada
- Carroll Glenn a YouTube

Eugene List, piano, Carroll Glenn, violí
Orquestra de Cambra de Viena, Ernst Märzendorfer, director
Westminster WST-17166OCLC 477414011